# Philip Jackson Darlington
Philip Jackson Darlington (Philadelphia, 14 november 1904 - Cambridge, 16 december 1983) was een Amerikaans entomoloog en ornitholoog.
Darlington werd geboren in Philadelphia, Pennsylvania, in 1904 en groeide op in Hartford, Connecticut. Zijn vader was ingenieur en zijn moeder was lerares, de hele familie had interesse in de natuurlijke historie van de omgeving, voornamelijk de planten en vogels. Op dat moment ging hij kevers verzamelen omdat hij te jong was voor een wapenvergunning die hij nodig had voor het schieten van vogels. In 1922 ging hij studeren aan de Harvard-universiteit en volgde er diverse botanie- en zoölogielessen. Hij kon echter niet wachten om de tropische gebieden te bezoeken, wegens de grote insectendiversiteit en vertrok voor een jaar naar Colombia. Toen hij naar Harvard terugkeerde, om daar af te studeren in 1929, had hij een grote collectie insecten en gewervelden verzameld. Het jaar daarop publiceerde hij zijn eerste wetenschappelijke artikel over de verzamelde vogelsoorten en in 1931 behaalde hij zijn Ph.D. met onderzoek naar de loopkevers (Carabidae) van New Hampshire. Hij maakte een aantal reizen naar Australië en West-Indië en verzamelde insecten, reptielen en andere organismen voor Harvards Museum of Comparative Zoology en in 1940 werd hij curator van de kever- (Coleoptera) afdeling van het museum. Na Pearl Harbor ging hij in het leger bij de Army Sanitary Corps Malaria Survey en wist tijdens zijn stationering in Nieuw Guinea grote hoeveelheden loopkevers te verzamelen. Hij beschreef vele soorten, nieuw voor de wetenschap en hun systematiek, distributie en ecologie. Tijdens een van zijn expedities in die tijd, werd hij gegrepen door een krokodil terwijl hij insecten verzamelde op een glibberige boomstronk die half in het water lag. Na een worsteling met het dier wist hij te ontsnappen met verbrijzelde botten en verscheurde armen. Verzwakt door bloedverlies wist hij lopend door de jungle het dichtstbijzijnde ziekenhuis te bereiken waar hij naar maanden revalideren zijn armen weer leerde te gebruiken. Zijn belangrijkste bijdrage aan de wetenschap was zijn werk Zoogeography: The Geographical Distribution of Animals.
- Bibsys: 2001893
- Bibliothèque nationale de France: cb12357830t (data)
- CiNii: DA01684309
- Gemeinsame Normdatei: 174099916
- International Standard Name Identifier: 0000 0001 0895 9695
- Library of Congress Control Number: n79138634
- Nationale Bibliotheek van Letland: 000128743
- Nationale Bibliotheek van Tsjechië: ola20050321001
- Nationale bibliotheek van Australië: 35033404
- Nationale Bibliotheek van Israël: 987007277026205171
- Nederlandse Thesaurus van Auteursnamen: 071355537
- Réseau des bibliothèques de Suisse occidentale: 02-A003155267
- Système universitaire de documentation: 032574320
- Trove: 805988
- Virtual International Authority File: 46837193
- WorldCat: E39PBJhhmHR37W3w8P9Rggvyh3